# Craveiro
O craveiro (Dianthus caryophyllus) é uma planta herbácea, pertencente à família Caryophyllaceae, gênero Dianthus, que alcança até um metro de altura. As suas flores são denominadas cravos. Actualmente existem 300 espécies de craveiros e várias centenas de híbridos.

## Características
O craveiro é constituído por uma flor com múltiplas pétalas, com bordas recortadas, e cuja cor original é um púrpura rosado (actualmente existem mais variedades de cor - branco, rosa, vermelho e amarelo, além de inúmeras tonalidades e misturas). Tem o caule reto, com várias ramificações.
À mesma família das cariofiláceas, pertence a cravina ou cravo-bordado (Dianthus plumarius), cujas pétalas abundantes emergem de seu cálice verde e tubular. Nos trópicos a cravina só se reproduz em grandes altitudes. A espécie Dianthus fimbriatus, originária da Europa, é cultivada em grande escala na América do Sul.
Certas variedades exalam um aroma delicado, motivo pelo qual são utilizadas na fabricação de perfumes. Os cravos reproduzem-se por meio de sementes, e necessitam de solo quente, sem excessiva humidade.
A maioria das espécies de formigas domésticas são altamente repulsivas ao cravo, sendo este um bom agente para combater invasões.

## Plantação
As diferentes variantes desta planta, permitem que ela seja anual ou perene. As anuais (semeadas na Primavera e no Verão) tendem a florescer no Verão e as perenes, nas condições adequadas, podem florir durante o ano.
Os craveiros tem preferência por solos arenosos, férteis e bem drenados, podendo ser cultivados a sol pleno ou em meia-sombra. Estas plantas exigem regas regulares e são sensíveis à falta de arejamento.

## História e significados
Há mais de 2000 anos esta planta já era utilizada pelos gregos em coroas de cerimónias.
Ao longo da história, esta flor tem assumido vários significados - fidelidade matrimonial (Renascimento) e o amor pelos pais (Coreia).
Em Portugal o cravo-vermelho é o símbolo da Revolução dos Cravos (25 de Abril de 1974). Símbolo das mães em vida e os cravos brancos o símbolo das mães que já partiram (Anna Jarvis).